# Plasma a corrente continua
Il plasma a corrente continua o plasma a getto a corrente continua, comunemente indicato con la sigla DCP (dall'inglese direct current plasma), è una tecnica di ionizzazione nella spettrometria di massa e un tipo di sorgente nella spettroscopia di emissione. Il plasma è infatti in grado di atomizzare, ionizzare ed eccitare i campioni.
Il plasma a corrente continua fu scoperto nel 1920.

## Meccanismo
In una tipica sorgente a plasma DC ci sono catodi e anodi, il flusso di argon proviene dagli anodi e fluisce verso i catodi. In un certo momento anodo e catodo vengono posti a contatto per un istante e si forma il plasma. La corrente sviluppata è tale da mantenere il plasma. La temperatura al centro dell'arco può raggiungere gli 8.000 K.